# Gideon Sundback

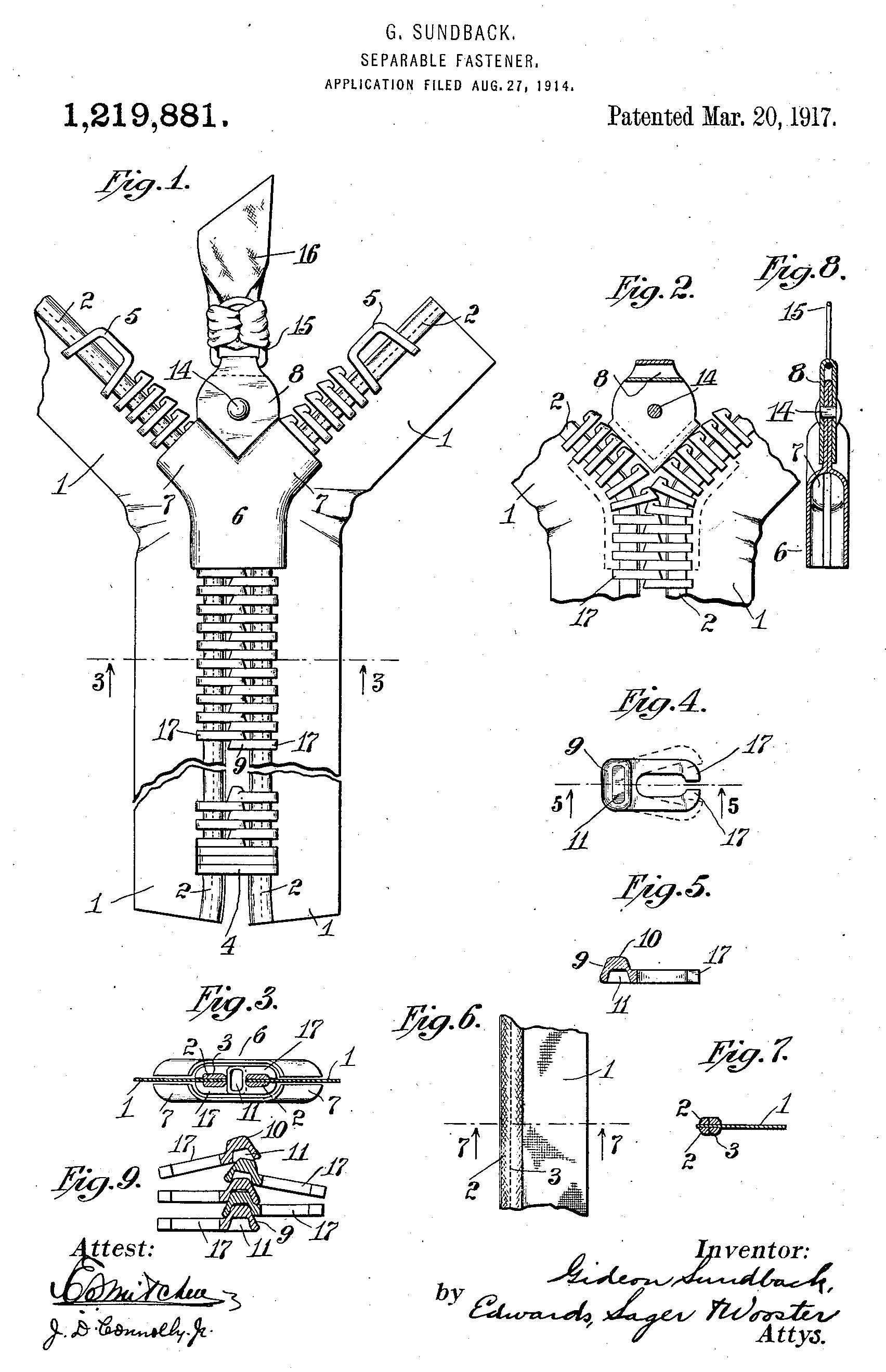
Imagine din patentul fermoarului

Gideon Sundback (n. 24 aprilie 1880 – d. 21 iunie 1954) a fost un inginer american de origine suedeză. El este considerat inventatorul fermoarului.

Cele două laturi ale fermoarului îmbinate de elementul de culisare

Gideon Sundback s-a născut într-o localitate din Jönköpings län, Suedia în familia unui fermier prosper.
După parcurgerea studiilor elementare în țara natală, frecventează Școala Politehnică din Bingen am Rhein, Germania și obține licența în 1903.
Doi ani mai târziu, emigrează în SUA, lucrează la diverse firme și, în 1914, perfecționează fermoarul inventat de Elias Howe în 1851.
La început, acest tip de fermoar a fost utilizat la cizme și la pungile de tutun.
Treptat, se răspândește în întreaga lume, fiind folosit și la haine și la genți.
La 132 de ani de la naștere,Gideon Sundback este omagiat de Google printr-un doodle special: pagina principală a acestui motor de căutare are un astfel de fermoar pe mijlocul ei.